# Себастопол (Калифорнија)
Себастопол (енгл. Sebastopol) град је у америчкој савезној држави Калифорнија. По попису становништва из 2010. у њему је живело 7.379 становника.

## Демографија
Према попису становништва из 2010. у граду је живело 7.379 становника, што је 395 (5,1%) становника мање него 2000. године.
| Група             | 2000.         | 2010.         |
| Белци             | 6.635 (85,3%) | 6.041 (81,9%) |
| Афроамериканци    | 51 (0,7%)     | 72 (1,0%)     |
| Азијати           | 118 (1,5%)    | 120 (1,6%)    |
| Хиспаноамериканци | 720 (9,3%)    | 885 (12,0%)   |
| Укупно            | 7.774         | 7.379         |